# Happy (éléphante)
Pour les articles homonymes, voir Happy.
Happy est une éléphante née à l'état sauvage en 1971 en Thaïlande et détenue par le zoo du Bronx depuis 1977. Elle est connue pour avoir été au cœur d’un procès visant à déterminer si elle était une personne et par conséquent devait être relâchée.

## Biographie
Happy est capturée en Thaïlande au début des années 1971, avec six autres éléphanteaux. Elle est envoyée dans un zoo de Hawaï puis à en Floride, en 1973, au Texas, puis au zoo du Bronx en 1977.
Happy vit tout d'abord en compagnie d'un congénère, Grumpy, d'âge similaire et capturé au même moment qu'elle,, et de Tus, une éléphante âgée qui meurt en 2002. Happy et Grumpy sont utilisés pour promener des enfants et réaliser des tours,. Grumpy meurt quelques mois après Tus, en décembre 2002, de blessures infligées en juillet par deux autres éléphantes du zoo, Patty et Maxine, alors que les éléphants avaient été rassemblés dans le même enclos. Happy vit ensuite seule, avant d'être rejointe en 2006 par un éléphant plus jeune, Sammy, qui meurt peu après d'une maladie hépatique,,. À la suite de la décision du zoo de ne pas poursuivre l'exposition d'éléphants captifs après la mort de leurs derniers pachydermes restant, Happy est d'abord laissée seule, séparée de Patty et Maxine par une clôture. Le zoo acquiert finalement un nouvel éléphant à la suite des inquiétudes de plusieurs observateurs concernant l'isolement d'Happy. Cependant, le nouvel arrivant s'intègre au groupe formé par Patty et Maxine, et Happy reste seule.
Elle réussit en 2005 le test du miroir, contrairement à ses deux autres congénères et montre qu'un éléphant peut disposer de capacités cognitives jusqu'à alors pensées réservées aux humains, aux chimpanzés et aux dauphins. Elle fait l'objet en 2006 d'un article scientifique à ce sujet.
Son bien-être est source de préoccupations et elle fait l'objet de pétitions, l'une demandant une évaluation de son bien-être, une autre demandant de la libérer de sa solitude,. Certains soigneurs affirment qu'Happy et les autres éléphants auraient des comportements stéréotypés, ce que le directeur du zoo dément.

## Procès
L'association Nonhuman Rights Project, engagée pour la libération des animaux maintenus en captivité, intente un procès au nom d'Happy, qui serait, selon l'organisation, détenue de manière illégale, selon le principe de l’habeas corpus. Elle souhaite ainsi transférer l'éléphante dans un sanctuaire. Le procès débute en 2018. Le cas est traité par la cour suprême du comté du Bronx en 2020, puis par la cour d'appel de l’État de New York en 2022. Il s'agit du premier procès concernant un animal à être traité à un tel niveau juridique dans un pays anglophone, et le verdict pourrait constituer un précédent qui élargirait le principe de l’habeas corpus aux animaux.
La cour d'appel ne considère pas qu'Happy est une personne au sens légal, et qu'elle n'est donc pas détenue de manière illégale, par cinq avis contre deux,,,.